# Csaba Burján
Csaba Burján (* 27. September 1994 in Pécs) ist ein ungarischer Shorttracker und Olympiasieger.

## Werdegang
Burján startete erstmals im Februar 2011 in Moskau im Weltcup und belegte dabei den 32. Platz über 1000 m und den 28. Rang über 1500 m. Bei den Shorttrack-Europameisterschaften 2011 in Sheffield war der 29. Platz über 1000 m und 1500 m seine beste Platzierung. Im Januar 2013 gewann er bei den Shorttrack-Europameisterschaften 2013 in Malmö die Bronzemedaille mit der Staffel. Im folgenden Jahr holte er bei den Juniorenweltmeisterschaften in Erzurum Silber mit der Staffel über 3000 m. In der Saison 2014/15 erreichte er mit zwei zweiten Plätzen mit der Staffel seine ersten Podestplatzierungen im Weltcup. Bei den Shorttrack-Europameisterschaften 2015 in Dordrecht und bei den Shorttrack-Weltmeisterschaften 2015 in Moskau gewann er jeweils die Silbermedaille mit der Staffel. In der Saison 2015/16 holte er, nach Platz drei mit der Staffel in Montreal zu Beginn der Saison, in Shanghai mit der Staffel seinen ersten Weltcupsieg. Bei den Shorttrack-Europameisterschaften 2016 in Sotschi gewann er die Silbermedaille mit der Staffel. Im März 2016 wurde er bei den Shorttrack-Weltmeisterschaften in Seoul Vierter mit der Staffel. In der Saison 2016/17 siegte er in Calgary und in Gangneung jeweils mit der Staffel und erreichte in Dresden mit dem zweiten Platz über 1500 m seine erste Podestplatzierung im Weltcupeinzel. Im Januar 2017 kam er bei den Europameisterschaften in Turin auf den vierten Platz mit der Staffel. Bei den Shorttrack-Weltmeisterschaften 2017 in Rotterdam holte er die Bronzemedaille mit der Staffel. Bei den Europameisterschaften 2018 in Dresden gewann er mit der Staffel über 5000 m die Bronzemedaille und bei den Olympischen Winterspielen 2018 in Pyeongchang mit der Staffel über 5000 m die Goldmedaille. Zudem errang er dort den 30. Platz über 1500 m. Im März 2018 belegte er bei den Weltmeisterschaften in Montreal den 20. Platz im Mehrkampf und den achten Rang mit der Staffel.
In der Saison 2018/19 siegte Burján in Calgary und in Salt Lake City mit der Staffel und errang in Dresden den dritten Platz mit der Staffel und den zweiten Rang mit der Mixed-Staffel. Bei den Europameisterschaften 2019 in Dordrecht gewann er mit der Staffel die Goldmedaille. Im März 2019 holte er bei den Weltmeisterschaften in Sofia die Bronzemedaille mit der Staffel. Im Mehrkampf errang er dort den 20. Platz.

## Weltcupsiege im Team
| Nr. | Datum             | Ort              |
| --- | ----------------- | ---------------- |
| 1.  | 13. Dezember 2015 | Shanghai 1       |
| 2.  | 6. November 2016  | Calgary 1        |
| 3.  | 18. Dezember 2016 | Gangneung 1      |
| 4.  | 4. November 2018  | Calgary 2        |
| 5.  | 11. November 2018 | Salt Lake City 3 |
| 6.  | 10. November 2019 | Montreal 2       |

## Persönliche Bestzeiten
- 500 m      40,611 s (aufgestellt am 2. November 2018 in Calgary)
- 1000 m    1:24,628 min (aufgestellt am 17. November 2017 in Seoul)
- 1500 m    2:14,796 min (aufgestellt am 21. Februar 2014 in Sotschi)
- 3000 m    5:01,938 min (aufgestellt am 30. Dezember 2011 in Budapest)